# Place du marché de Kuopio
La place du marché de Kuopio (finnois : Kuopion tori) est une place du centre-ville de Kuopio en Finlande.

## Description
Sur la place du marché sont construites, au côté sud la halle du marché avec la statue de Veljmies et ses bassins à l’extrémité Est et la statue Siskotyttö à son extrémité Ouest.
La place du marché est entourée de la Mairie de Kuopio au nord, de la banque  Osuuspankki à l'est, du centre commercial Sektori et d'un bâtiment commercial qui abritait jusqu'en 2016 le grand magasin Anttila.
Au sud, la place du marché est bordée par le lycée de Kuopio et le centre commercial Aapeli, et à l'ouest par le grand magasin Carlson, le Sokos de Kuopio et de le magasin Hallman.
Du coin nord-est du marché, il y a la Keilatalo, la maison de la banque, la H-talo et d'autres sociétés de services.

## Lieux et monuments

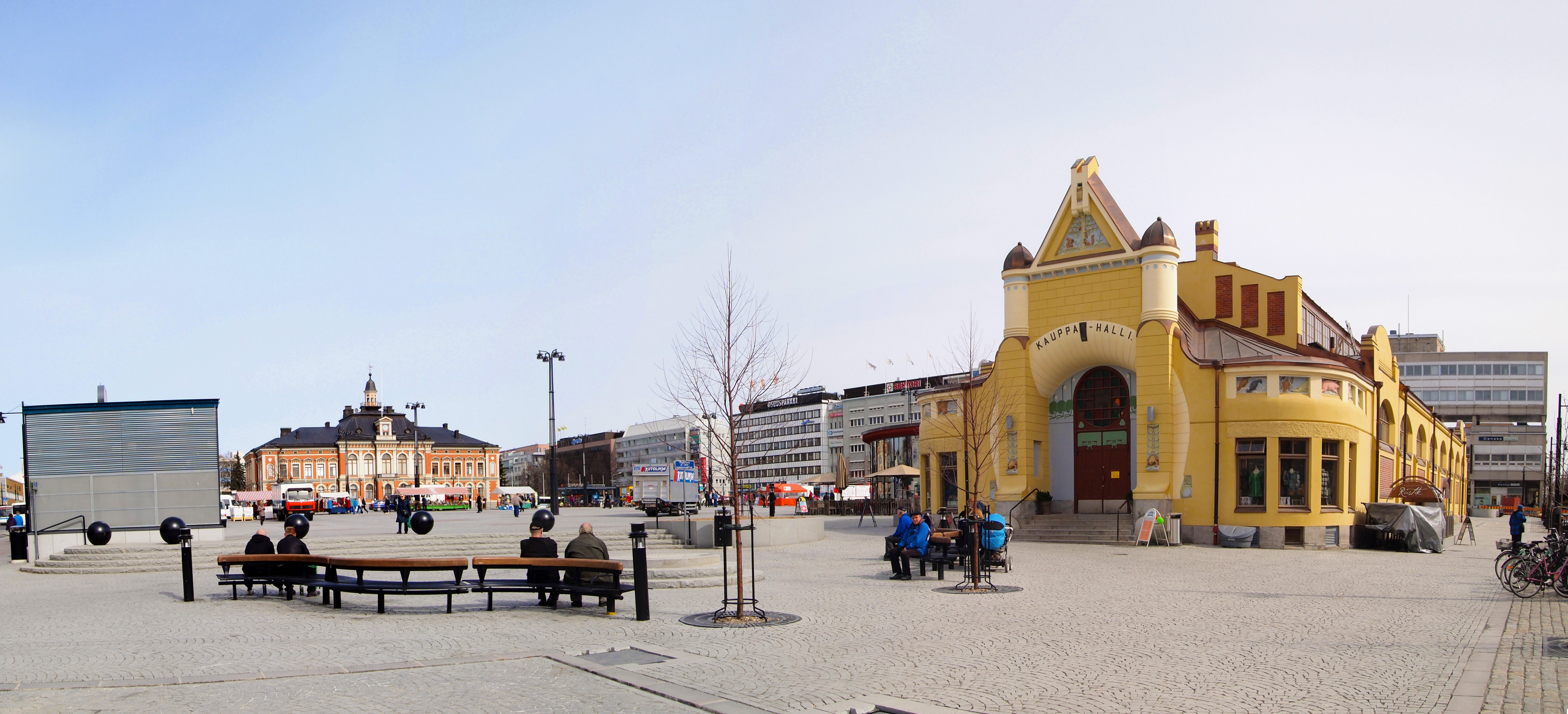
halle du marché
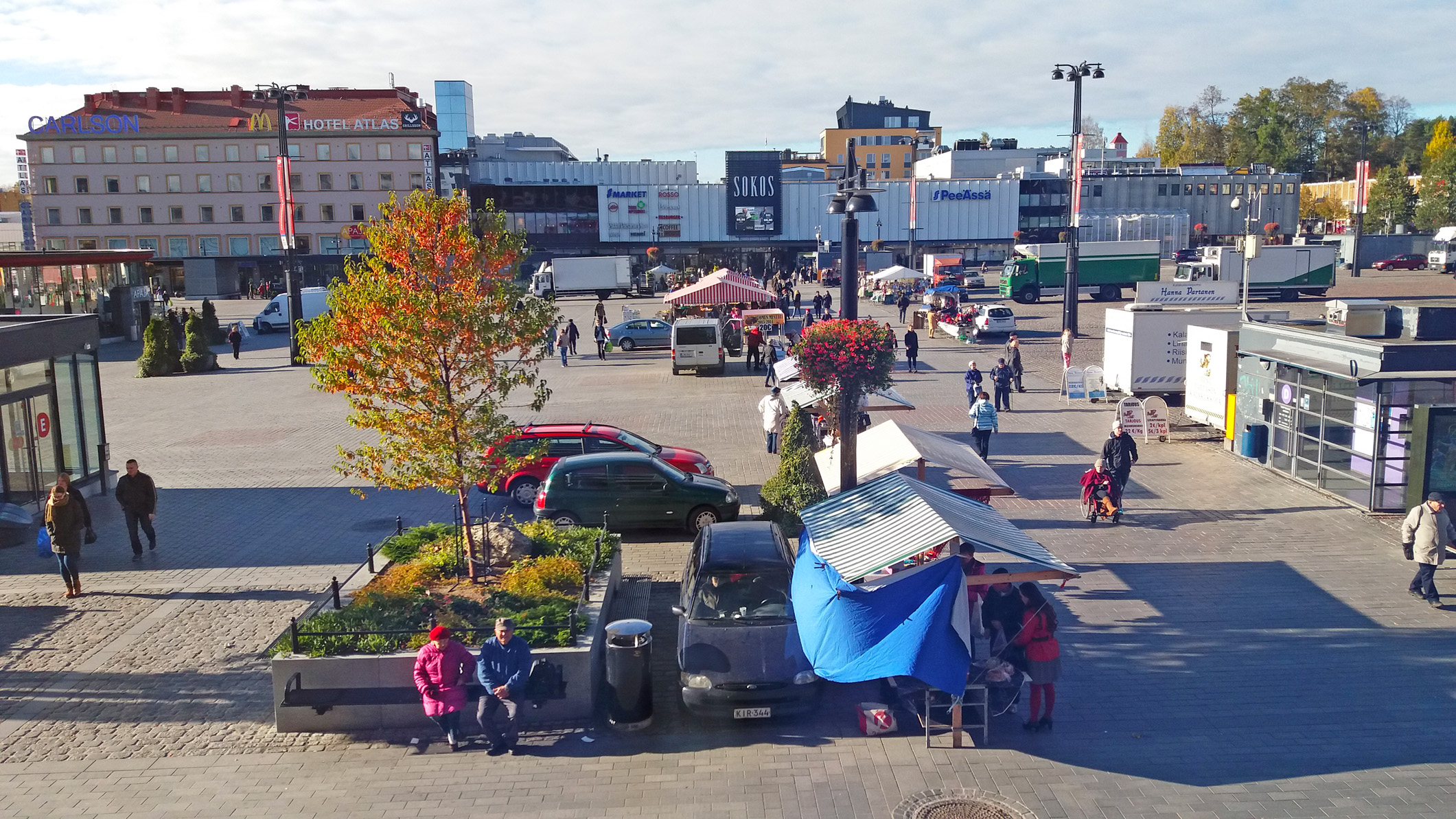
Sokos et hôtel Atlas.
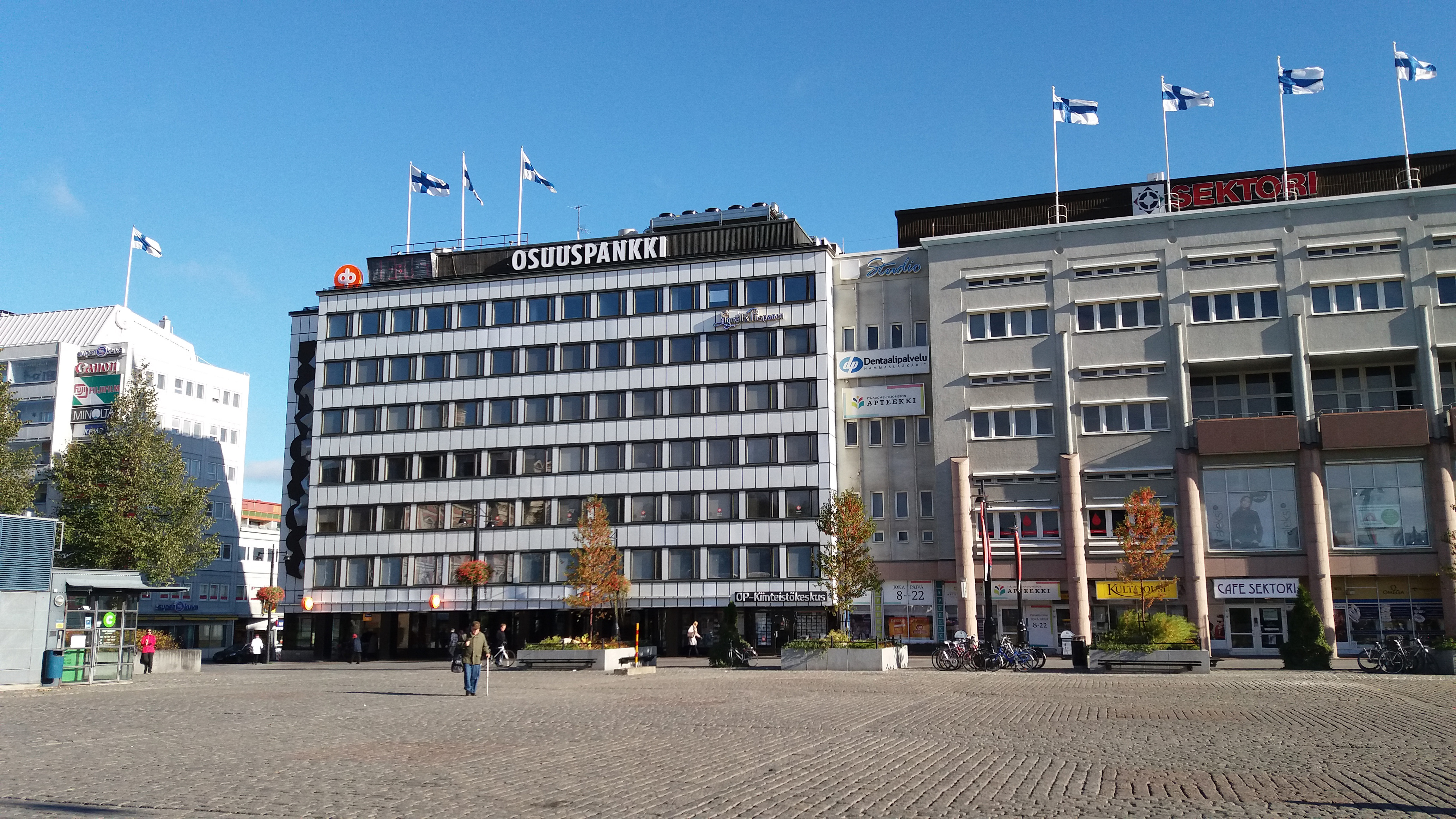
Osuuspankki et Sektori.

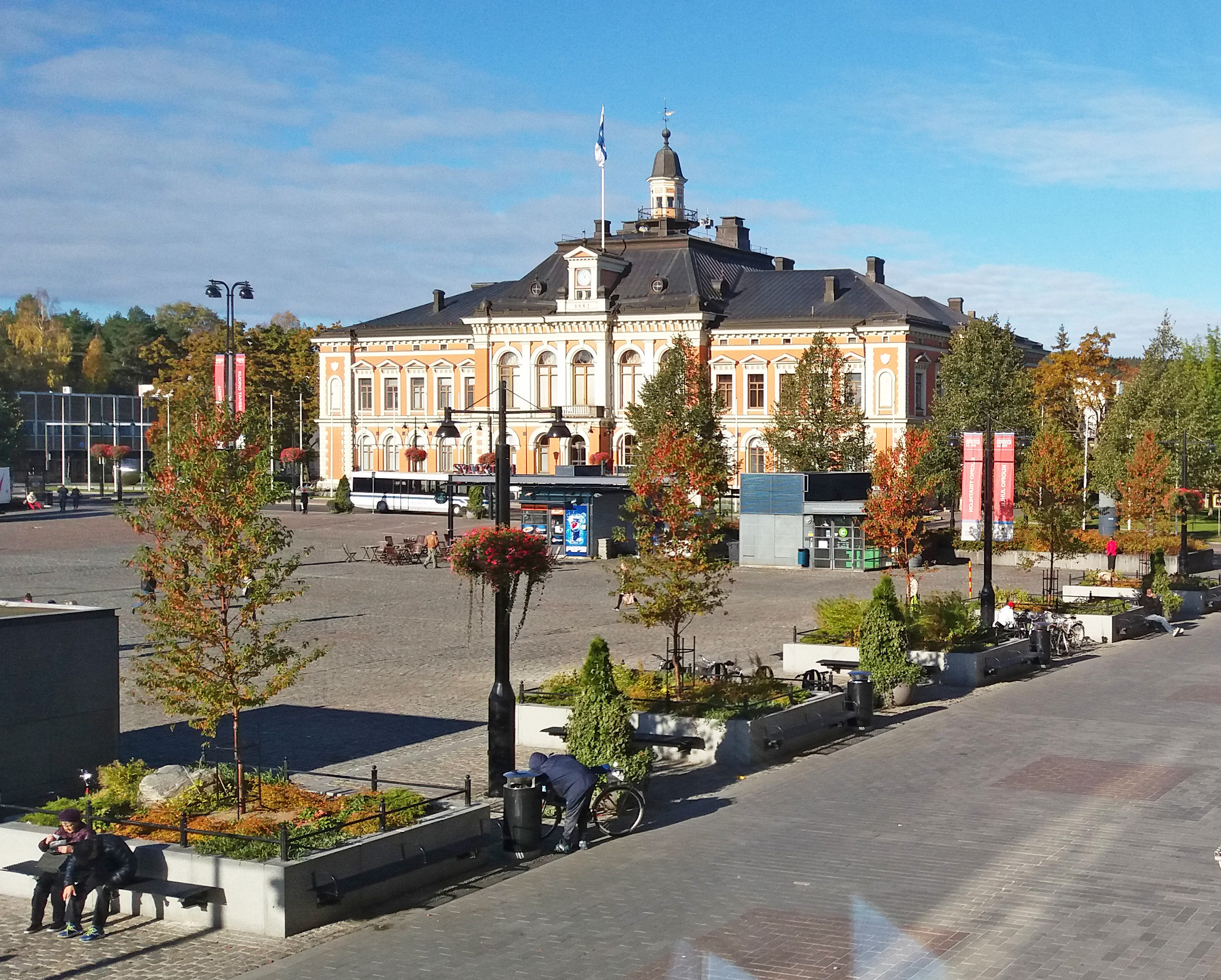
La place et la mairie.
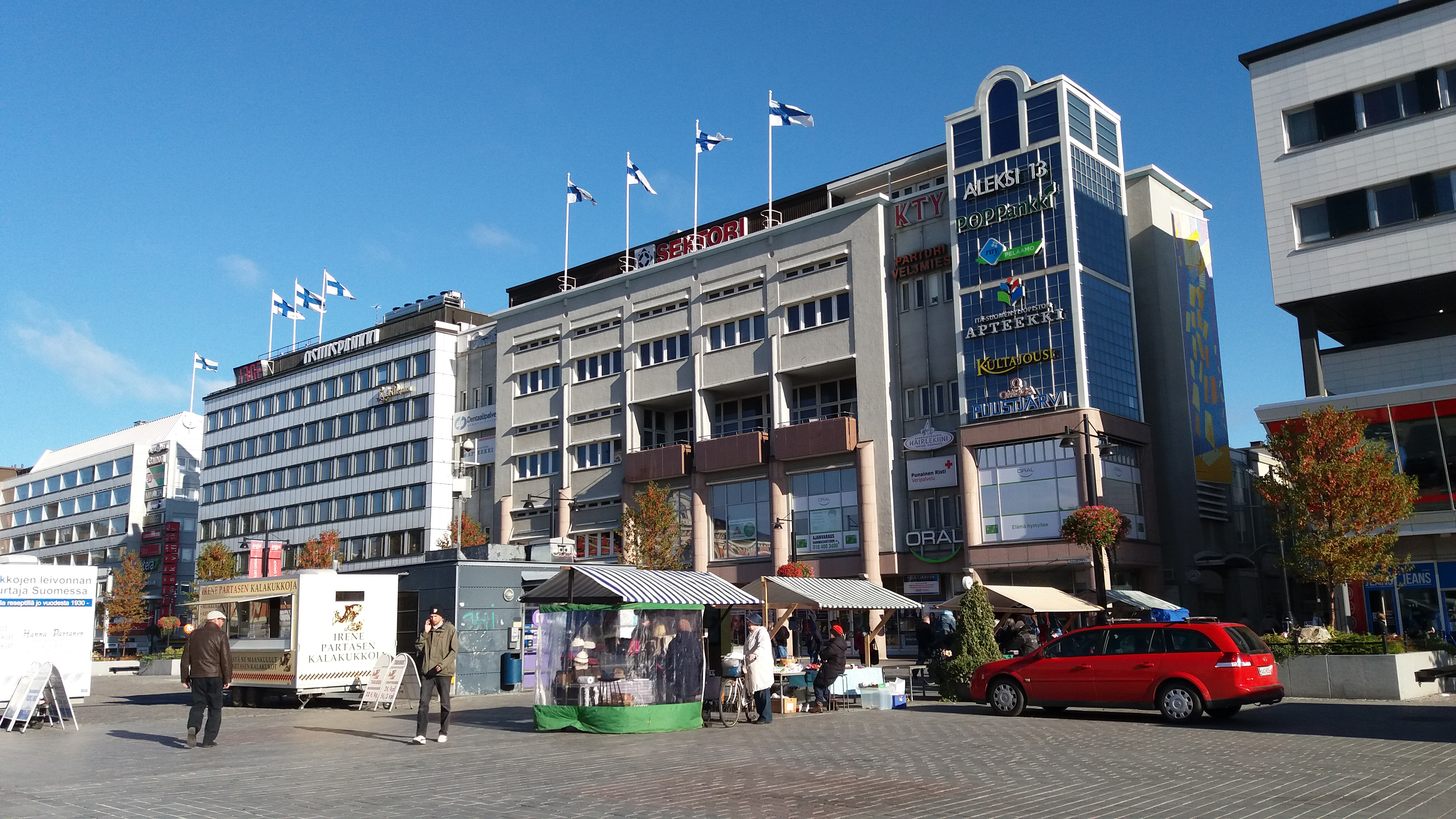
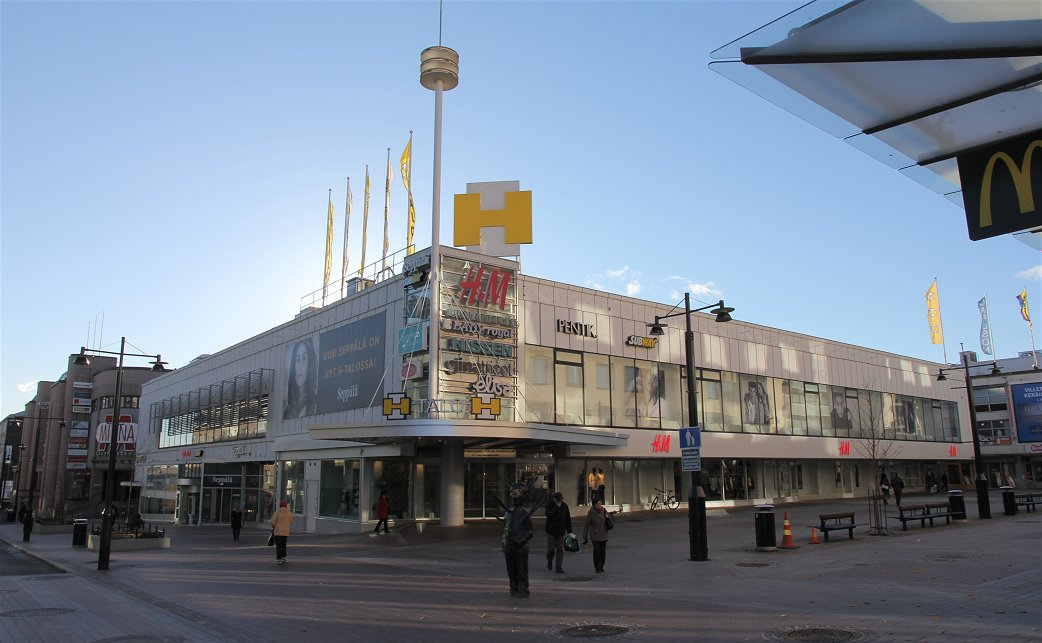
H-Talo.